# جون ماكبرايد
جون ماكبرايد (بالإنجليزية: Jon McBride) (14 أغسطس 1943 – 7 أغسطس 2024) هو ضابط، ورائد فضاء، وطيار مقاتل من الولايات المتحدة الأمريكية. ولد في تشارلستون، فيرجينيا الغربية.

## ريادة الفضاء
شارك في المهمات الفضائية:
- STS-41-G.

## الخدمة العسكرية
خدم في بحرية الولايات المتحدة.

## جوائز
حصل على جوائز منها:
- وسام "العمل الشجاع في الحرب الوطنية العظمى 1941-1945
- وسام الجو
- وسام الاستحقاق.